# MTV Europe Music Award para Melhor Artista ao Vivo
O MTV Europe Music Award para Melhor Artista ao Vivo (MTV Europe Music Award for Best Live Act, no original) é uma categoria do MTV Europe Music Awards (MTV EMA). Criado em sua segunda edição, no ano de 1995, o prêmio também foi entregue em 1997 e 2002 tem sido entregue anualmente desde 2009, com exceção do ano de 2021, marcado pela ausência de espetáculos ao vivo, em decorrência da pandemia de COVID-19. Em 2007 e 2008, o prêmio recebeu o nome de Melhor Cabeça-de-cartaz (Best Headliner).
A cantora americana Taylor Swift (vencedora em 2012, 2023 e 2024), a banda irlandesa U2 (vencedora em 1995 e 2009), o cantor inglês Ed Sheeran e o grupo sul-coreano BTS (vencedor em 2019 e 2020) são os únicos artistas que venceram o prêmio mais do que uma vez. Swift e o grupo BTS são os únicos artistas a vencer o prêmio em edições consecutivas. O cantor inglês Harry Styles também venceu o prêmio duas vezes, uma enquanto membro do One Direction (em 2014) e outra enquanto artista solo (em 2022). 
Beyoncé é a artista que mais indicações recebeu, tendo sido nomeada sete vezes entre 2007 e 2023. A artista americana foi indicada seis vezes como artista solo e uma vez enquanto membro do projeto The Carters. Apesar de nunca ter vencido o prêmio, Lady Gaga é a artista que mais indicações consecutivas recebeu, tendo sido nomeada todos os anos de 2009 a 2012. Beyoncé e Lady Gaga são também as únicas artistas femininas a serem indicadas pelo menos seis vezes.

## Década de 1990

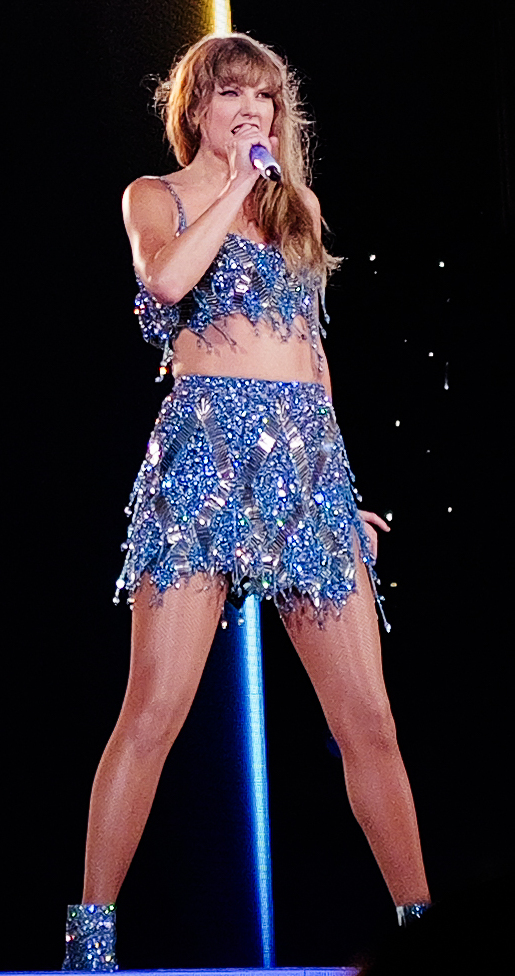
Taylor Swift é a maior vencedora desta categoria, tendo sido galardoada três vezes. Duas dessas vezes foram consecutivas, o que faz dela a única artista solo a receber este prêmio em pelo menos duas edições seguidas

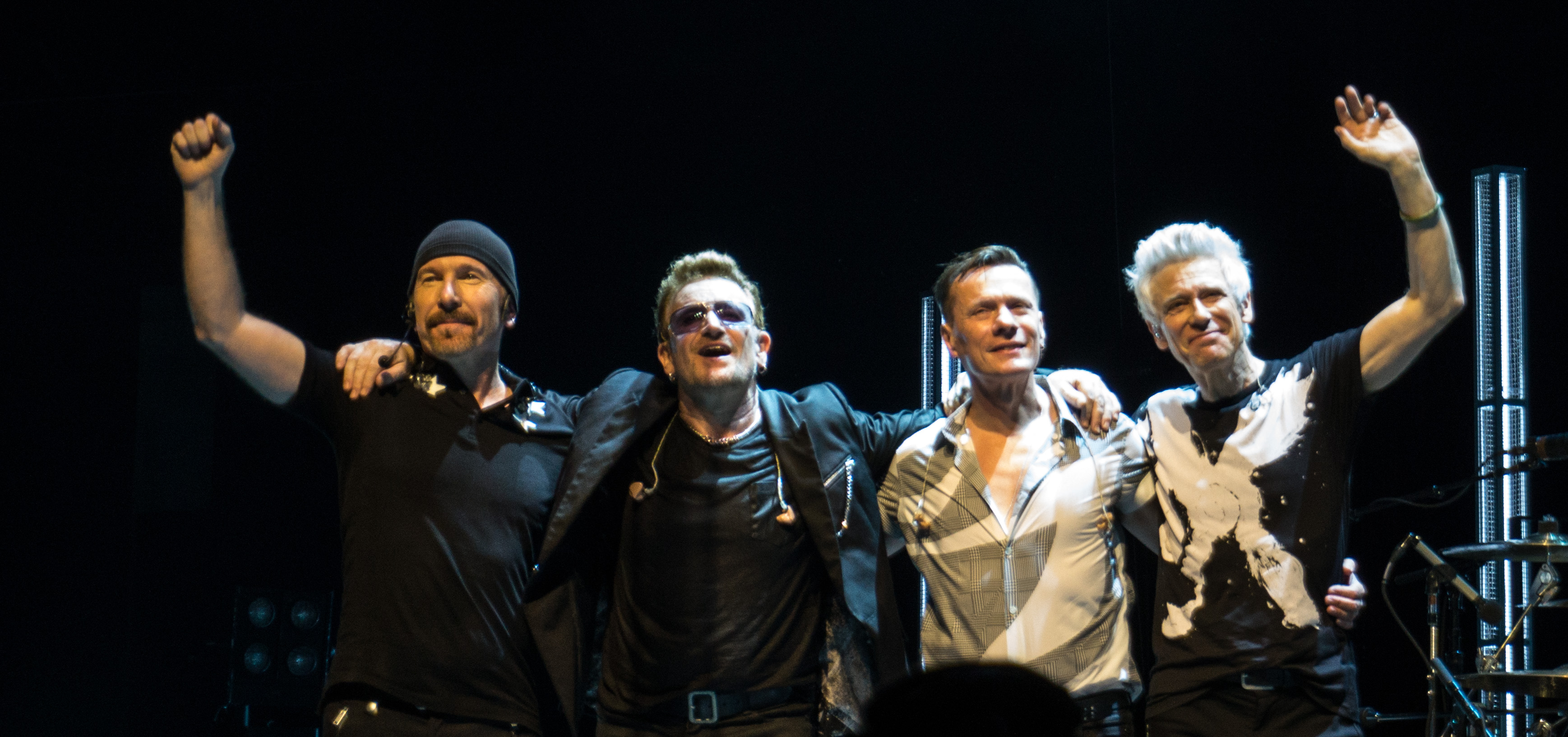
A veterana banda irlandesa U2 venceu duas vezes, sendo a banda mais galardoada nesta categoria

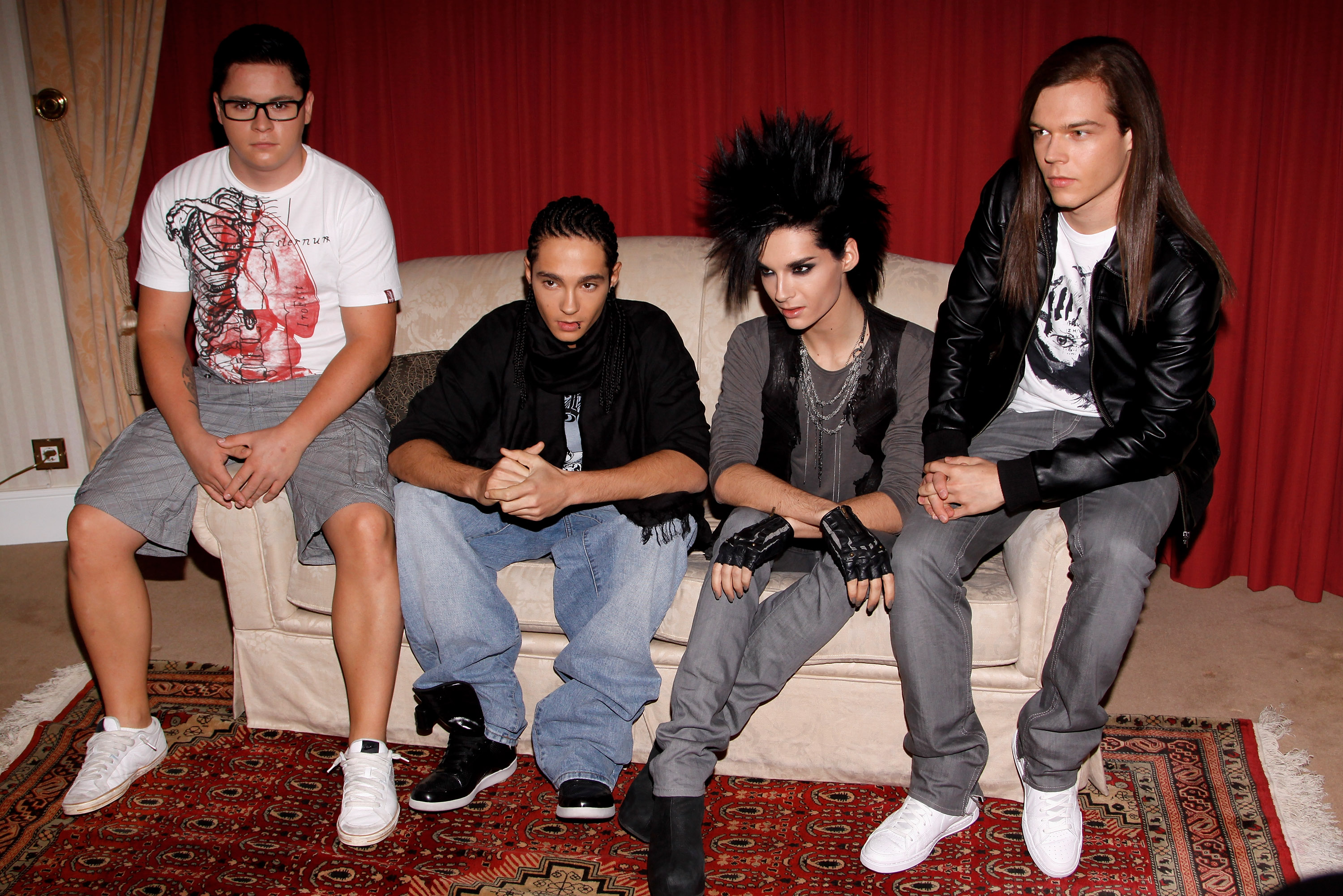
A única vez em que um artista da Europa continental venceu esta categoria foi em 2008, quando a banda alemã Tokio Hotel recebeu o prêmio

| Ano  | Vencedor  | Nomeados             |
| ---- | --------- | -------------------- |
| 1995 | Take That | - The Rolling Stones |
| 1997 | U2        | - Skunk Anansie      |

## Década de 2000
| Ano      | Vencedor              | Nomeados            |
| -------- | --------------------- | ------------------- |
| 2002     | Red Hot Chili Peppers | - U2                |
| 2007 [a] | Muse                  | - Justin Timberlake |
| 2008 [a] | Tokio Hotel           | - Metallica         |
| 2009     | U2                    | - Lady Gaga         |

## Década de 2010

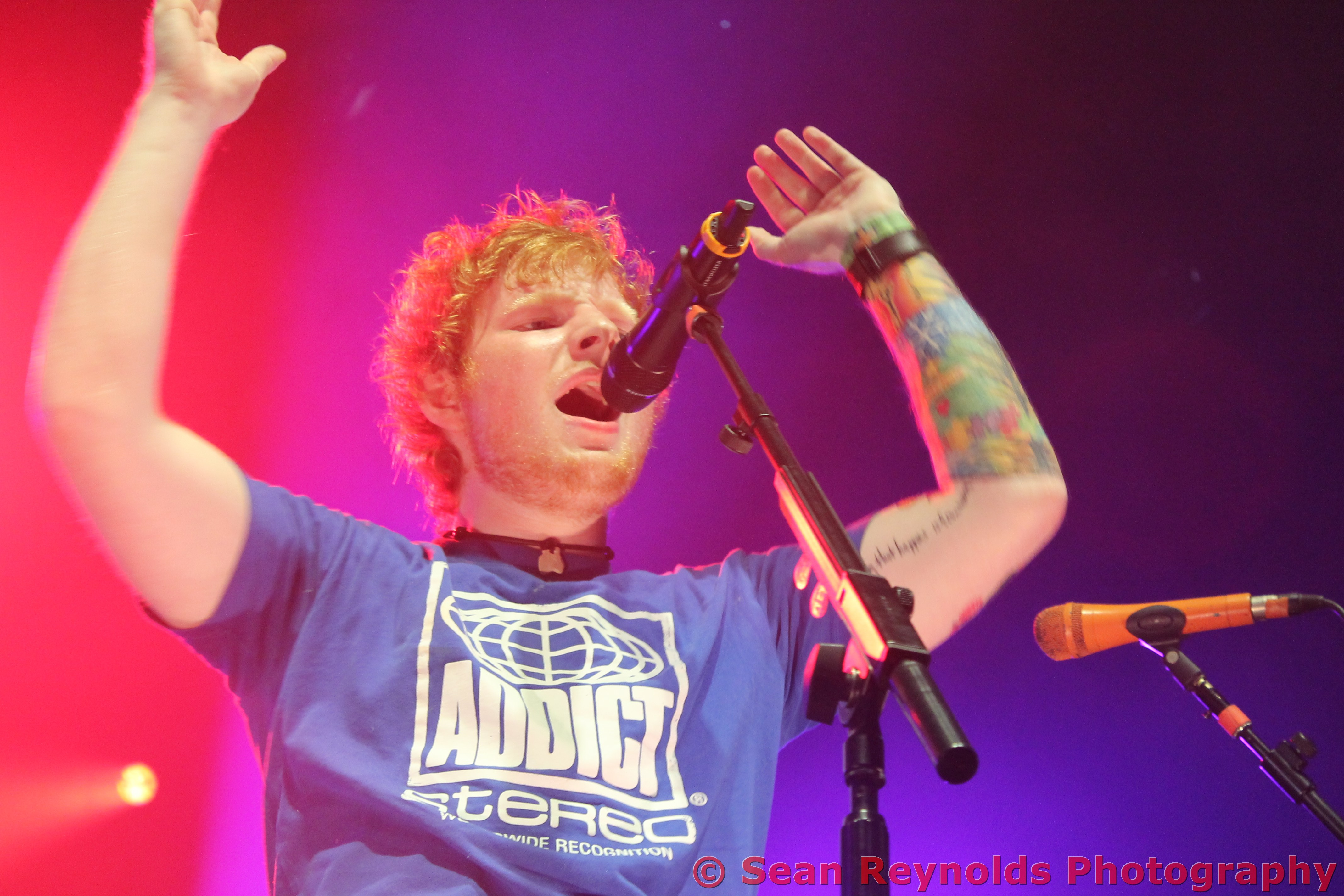
Ed Sheeran é o artista solo masculino mais indicado e mais galardoado, tendo sido o artista mais votado nesta categoria em duas ocasiões

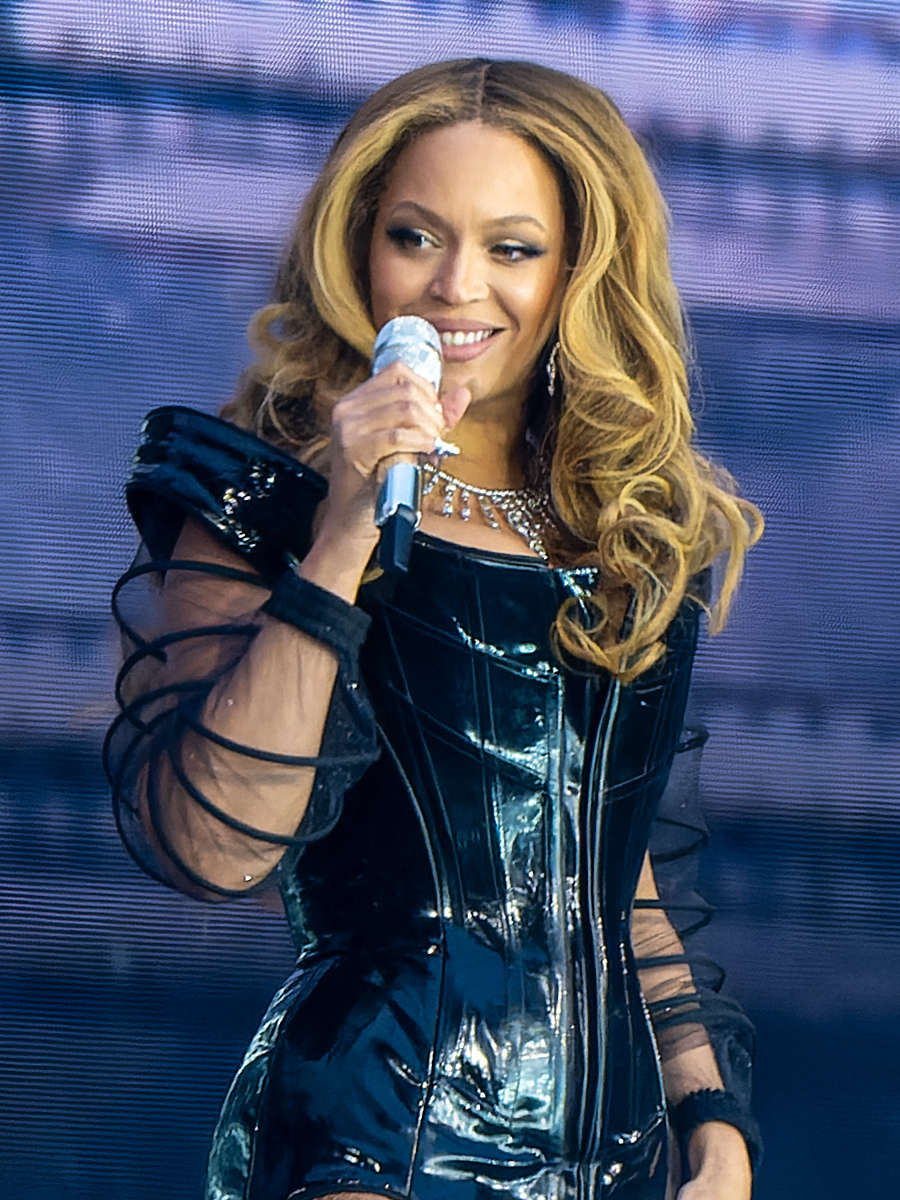
Beyoncé detém o recorde de indicações nesta categoria - uma das quais com o seu projeto com o marido, Jay Z, The Carters, em 2018 -, tendo vencido o prêmio uma vez, em 2013

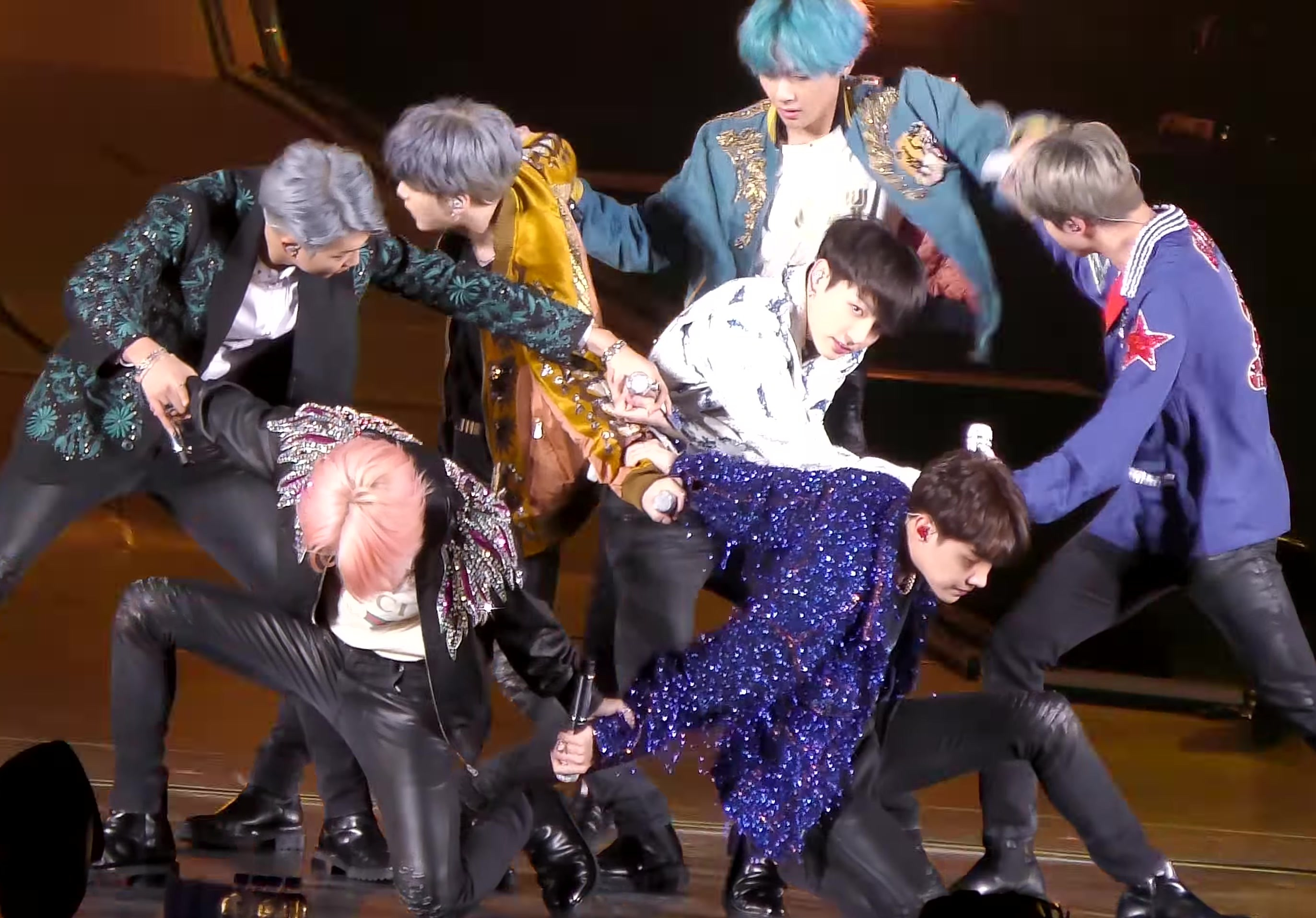
O boy group sul-coreano BTS é o único gru̟po a vencer o prêmio em vezes consecutivas. Eles são também os únicos artistas de fora da Europa ou da América do Norte a vencê-lo

| Ano  | Vencedor          | Nomeados                                                              |
| ---- | ----------------- | --------------------------------------------------------------------- |
| 2010 | Linkin Park       | - Bon Jovi - Kings of Leon - Lady Gaga - Muse                         |
| 2011 | Katy Perry        | - Coldplay - Foo Fighters - Lady Gaga - Red Hot Chili Peppers         |
| 2012 | Taylor Swift      | - Green Day - Jay Z & Kanye West - Lady Gaga - Muse                   |
| 2013 | Beyoncé           | - Green Day - Pink - Taylor Swift - Justin Timberlake                 |
| 2014 | / One Direction   | - Beyoncé - Bruno Mars - Justin Timberlake - Katy Perry               |
| 2015 | Ed Sheeran        | - Foo Fighters - Lady Gaga e Tony Bennett - Katy Perry - Taylor Swift |
| 2016 | Twenty One Pilots | - Adele - Beyoncé - Coldplay - Green Day                              |
| 2017 | Ed Sheeran        | - Bruno Mars - Eminem - Coldplay - U2                                 |
| 2018 | Shawn Mendes      | - Ed Sheeran - Muse - Pǃnk - The Carters                              |
| 2019 | BTS               | - Ariana Grande - Ed Sheeran - Pǃnk - Travis Scott                    |

## Década de 2020

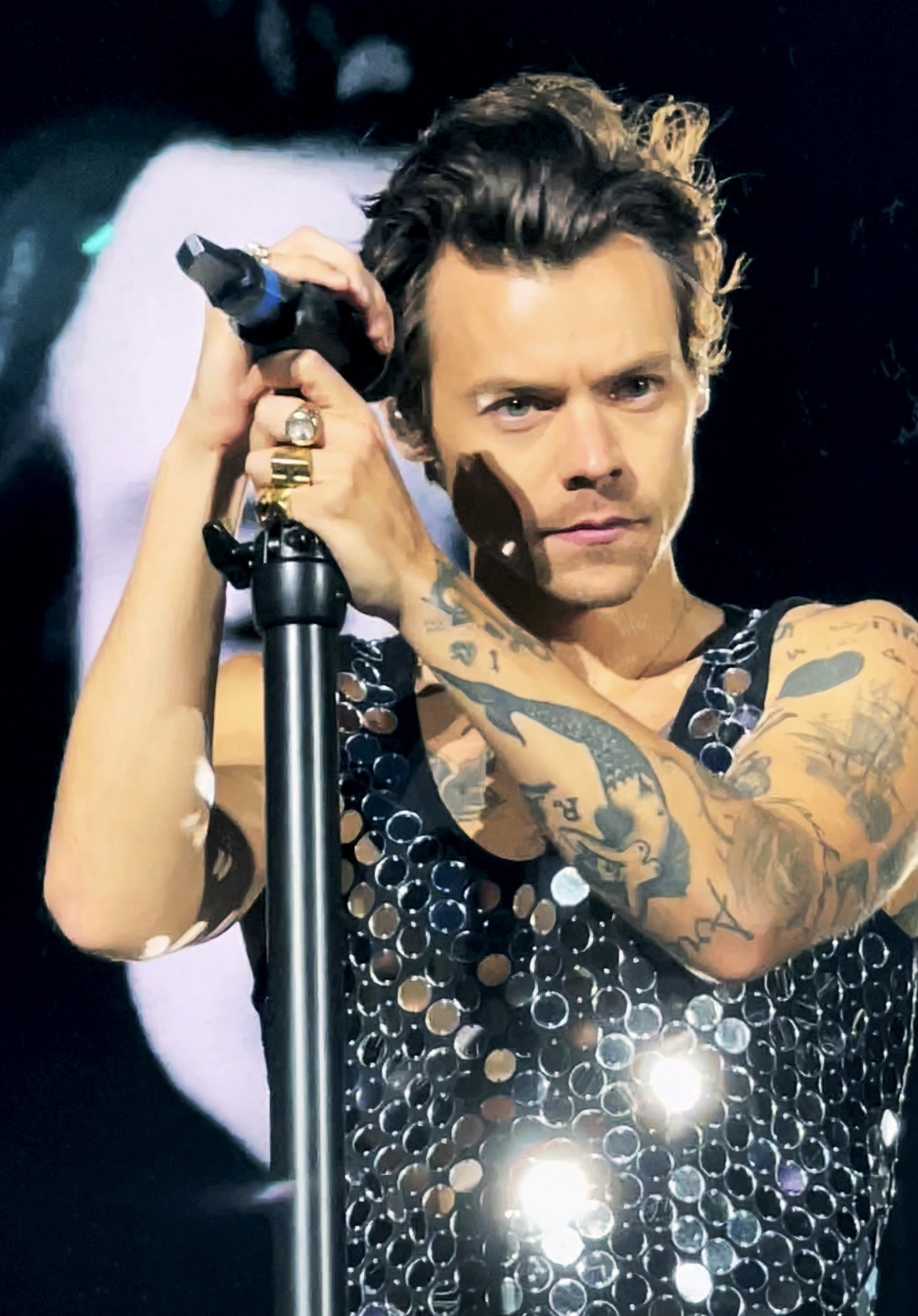
Harry Styles venceu o prêmio em 2014 com o seu grupo de então, One Direction, e em 2022 com o seu trabalho como artista solo

| Ano  | Vencedor     | Nomeados                                                          |
| ---- | ------------ | ----------------------------------------------------------------- |
| 2020 | BTS          | - J Balvin - Katy Perry - Little Mix - Maluma - Post Malone       |
| 2022 | Harry Styles | - Coldplay - Ed Sheeran - Kendrick Lamar - Lady Gaga - The Weeknd |
| 2023 | Taylor Swift | - Beyoncé - Burna Boy - Ed Sheeran - Måneskin - SZA - The Weeknd  |
| 2024 | Taylor Swift | - Adele - Coldplay - Doja Cat - Raye - Travis Scott               |

## Resumo
| N.º de Prêmios | Artista               | Anos com nomeações                        | N.º de Nomeações |
| -------------- | --------------------- | ----------------------------------------- | ---------------- |
| 3              | Taylor Swift          | 2012, 2013, 2015, 2023 e 2024             | 5                |
| 2              | Ed Sheeran            | 2015, 2017, 2018, 2019, 2022 e 2023       | 6                |
| 2              | U2                    | 1997, 2002, 2009 e 2017                   | 3                |
| 2              | BTS                   | 2019 e 2020                               | 2                |
| 1              | Beyoncé               | 2007, 2009, 2013, 2014, 2016, 2018*, 2023 | 6                |
| 1              | Muse                  | 2007, 2010, 2012, 2018                    | 4                |
| 1              | Katy Perry            | 2011, 2014, 2015 e 2020                   | 4                |
| 1              | Red Hot Chili Peppers | 2002 e 2011                               | 2                |
| 1              | Linkin Park           | 2008 e 2010                               | 2                |
| 1              | Take That             | 1995                                      | 1                |
| 1              | Tokio Hotel           | 2008                                      | 1                |
| 1              | One Direction         | 2014                                      | 1                |
| 1              | Twenty One Pilots     | 2015                                      | 1                |
| 1              | Shawn Mendes          | 2018                                      | 1                |
| Nenhum Prêmio  | Lady Gaga             | 2009, 2010, 2011, 2012, 2015 e 2022       | 6                |
| Nenhum Prêmio  | Coldplay              | 2011, 2016, 2017, 2022 e 2024             | 5                |
| Nenhum Prêmio  | Green Day             | 2009, 2012, 2013 e 2016                   | 4                |
| Nenhum Prêmio  | Foo Fighters          | 2007, 2008, 2011 e 2015                   | 4                |
| Nenhum Prêmio  | Justin Timberlake     | 2007, 2013 e 2014                         | 3                |
| Nenhum Prêmio  | Pink                  | 2013, 2018 e 2019                         | 3                |
| Nenhum Prêmio  | Bon Jovi              | 1995 e 2010                               | 2                |
| Nenhum Prêmio  | Kings of Leon         | 2009 e 2010                               | 2                |
| Nenhum Prêmio  | Jay Z                 | 2012 e 2018*                              | 2                |
| Nenhum Prêmio  | Bruno Mars            | 2014 e 2017                               | 2                |
| Nenhum Prêmio  | Adele                 | 2016 e 2024                               | 2                |
| Nenhum Prêmio  | Travis Scott          | 2019 e 2024                               | 2                |
| Nenhum Prêmio  | The Weeknd            | 2022 e 2023                               | 2                |
| Nenhum Prêmio  | The Prodigy           | 1995                                      | 1                |
| Nenhum Prêmio  | R.E.M.                | 1995                                      | 1                |
| Nenhum Prêmio  | The Rolling Stones    | 1995                                      | 1                |
| Nenhum Prêmio  | Aerosmith             | 1997                                      | 1                |
| Nenhum Prêmio  | Michael Jackson       | 1997                                      | 1                |
| Nenhum Prêmio  | Radiohead             | 1997                                      | 1                |
| Nenhum Prêmio  | Skunk Anansie         | 1997                                      | 1                |
| Nenhum Prêmio  | Depeche Mode          | 2002                                      | 1                |
| Nenhum Prêmio  | Korn                  | 2002                                      | 1                |
| Nenhum Prêmio  | Lenny Kravitz         | 2002                                      | 1                |
| Nenhum Prêmio  | Arctic Monkeys        | 2007                                      | 1                |
| Nenhum Prêmio  | The Cure              | 2008                                      | 1                |
| Nenhum Prêmio  | Metallica             | 2008                                      | 1                |
| Nenhum Prêmio  | Kanye West            | 2012                                      | 1                |
| Nenhum Prêmio  | Tony Bennett          | 2015                                      | 1                |
| Nenhum Prêmio  | Eminem                | 2017                                      | 1                |
| Nenhum Prêmio  | Ariana Grande         | 2019                                      | 1                |
| Nenhum Prêmio  | J Balvin              | 2020                                      | 1                |
| Nenhum Prêmio  | Little Mix            | 2020                                      | 1                |
| Nenhum Prêmio  | Maluma                | 2020                                      | 1                |
| Nenhum Prêmio  | Post Malone           | 2020                                      | 1                |
| Nenhum Prêmio  | Kendrick Lamar        | 2022                                      | 1                |
| Nenhum Prêmio  | Burna Boy             | 2023                                      | 1                |
| Nenhum Prêmio  | Måneskin              | 2023                                      | 1                |
| Nenhum Prêmio  | SZA                   | 2024                                      | 1                |
| Nenhum Prêmio  | Doja Cat              | 2024                                      | 1                |
| Nenhum Prêmio  | Raye                  | 2024                                      | 1                |

*Em 2018, Beyoncé e Jay Z foram nomeados como membros da dupla The Carters